# ریوه دآرانو
ریوه دآرانو (به ایتالیایی: Rive d'Arcano) یک کومونه در ایتالیا است که در استان اودینه واقع شده‌است. ریوه دآرانو ۲۲٫۵ کیلومتر مربع مساحت و ۲٬۳۶۳ نفر جمعیت دارد.